# Kim Richardson
Kim Richardson est une actrice et une chanteuse canadienne née le 22 décembre 1965 à Richmond Hill.

## Biographie

### Début de carrière
Kim Richardson est d'abord actrice et danseuse dans la région de Toronto. Elle commence sa carrière de chanteuse à l'adolescence et obtient l'autorisation de sa mère pour pouvoir se produire dans les bars alors qu'elle est toujours mineure. 
Elle obtient son premier Juno en 1986 dans la catégorie Interprète la plus prometteuse.

### Carrière de choriste
Richardson a eu une carrière de choriste et a accompagné des artistes tels que Céline Dion, Corey Hart, Gregory Charles, Richard Séguin, Dan Bigras, Isabelle Boulay, Diane Dufresne, Lara Fabian, Garou, Murray Head, Gino Vannelli, Éric Lapointe, Ginette Reno, Barry White, Stevie Wonder, Robert Palmer, Bruno Pelletier, Roch Voisine, Jonathan Roy et Nanette Workman.

## Discographie
- 2006: Kaléidoscope
- 2011: Mes amours

## Filmographie
- 2000 : Chicago (voix dans version française)
- 2000 : Lion King (voix)
- 2000 : James and the giant peach
- 2011 : Funkytown de Daniel Roby : Selma, chanteuse gospel

## Théâtre
- 2013: Ain't Misbehavin'
- 2013: Hairspray

## Télévision
- Beau et chaud
- Belle et Bum
- Le plaisir croit avec l'usage
- Le poing J
- Chabada
- Célébrations
- Ti-Mé show
- Prière de ne pas envoyer de fleurs
- Le Choc des générations
- La Cour des grands
- Ya du monde à messe
- En direct de l'univers

## Spectacles
- American Story Show

## Prix et nominations
- 1986 Prix Juno Interprète le plus prometteur de l'année
- 1987 Prix Juno Meilleur enregistrement R&B/Soul
- 1994 Prix Juno Meilleur album Jazz contemporain